# Келінца
Келінца (рум. Chelința) — село у повіті Марамуреш в Румунії. Адміністративно підпорядковане місту Улмень.
Село розташоване на відстані 398 км на північний захід від Бухареста, 30 км на південний захід від Бая-Маре, 78 км на північ від Клуж-Напоки.

## Населення
За даними перепису населення 2002 року у селі проживали 1349 осіб.
Національний склад населення села:
| Національність | Кількість осіб | Відсоток |
| -------------- | -------------- | -------- |
| цигани         | 700            | 51,9%    |
| румуни         | 646            | 47,9%    |

Рідною мовою назвали:
| Мова      | Кількість осіб | Відсоток |
| --------- | -------------- | -------- |
| румунська | 1342           | 99,5%    |
| циганська | 5              | 0,4%     |